# Calistrat Cuțov
Calistrat Ilie Cuțov, né le 10 octobre 1948 à Smârdan (județ de Tulcea) et retrouvé mort le 19 mars 2025 à Bucarest, est un boxeur roumain issu de la communauté lipovène. 

## Biographie
Calistrat Cuțov est le frère de Simion Cuțov.

### Carrière
La carrière amateur de Calistrat Cuțov  dans la catégorie des poids légers est marquée par une médaille de bronze aux jeux olympiques de Mexico en 1968 et un titre de champion d'Europe en 1969 à Bucarest.
Il est aussi médaillé d'argent aux championnats d'Europe de Madrid en 1971 et médaillé de bronze aux championnats d'Europe de Halle en 1977 dans la catégorie des poids super-légers.